# Engelske borgerkrige
Der har gennem historien været flere engelske borgerkrige.
- Oprøret i 1088 – en borgerkrig i England og Normandiet omkring opdelingen af landene i kongeriget England og hertugdømmet Normandiet mellem Vilhelm Erobrerens to sønner Vilhelm Rufus og Robert Curthose.
- Anarkiet (1135–1154) – en borgerkrig i England og Normandiet mellem 1135 og 1154 omkring en arvefølgekrise hen mod slutningen af Henrik 1.s regeringstid.
- Oprøret i 1173–1174 – et oprør støttet af kongeriget Frankrig mod royalisterne i Det Angevinske Rige.
- Baronkrigene - tre separate borgerkrige anført af oprørske baroner mod Englands konge:
  - Første baronkrig (1215–1217) – en borgerkrig i kongeriget England hvori en gruppe oprørske baroner anført af Robert Fitzwalter og støttet af en fransk hær under den fremtidige Ludvig 8. af Frankrig, bekrigede Johan uden land.
  - Anden baronkrig (1264–1267) – en borgerkrig mellem en række baroner anført af Simon de Montfort mod royalisterne anført af prins Edvard i Henrik 3.s navn.
  - Despenser-krigen (1321–1322) – en baronopstand mod Edvard 2. startet af Marcher Lords i protest mod hoffavoritten Hugh Despenser.
- Rosekrigene (1455–1487) – en række dynastiske borgerkrige om Englands trone, kæmpet mellem støtter af to rivaliserende grene af det kongelige Plantagenet-dynasti: Huset York og Huset Lancaster.
- Den Engelske borgerkrig (1642–1651) – en række væbnede og politiske konflikter mellem parlamentaristerne ("Rundhovederne") og royalisterne ("kavalererne") i kongeriget England, primært omkring landets styreform.
  - Første engelske borgerkrig (1642–46) – Karl 1.s støtter mod det lange parlaments støtter
  - Anden engelske borgerkrig (1648–49) – samme stridende parter som i den første engelske borgerkrig
  - Tredje engelske borgerkrig (1649–51) – Karl 2.s støtter mod Rumpparlamentets støtter